# Portrait of an American Family
Portrait of an American Family —en español: Retrato de una familia americana— es el primer álbum de estudio de la banda estadounidense de metal industrial Marilyn Manson. Fue publicado el 19 de julio de 1994, a través de la compañía discográfica Nothing Records. Vendió 2,5 millones de copias a nivel mundial y fue certificado disco de oro por la RIAA. La producción estuvo a cargo del músico y compositor Trent Reznor, líder de la banda Nine Inch Nails. La mayoría de las canciones presentaron riffs distorsionados, una de las principales características del sonido de Nine Inch Nails. Presentó quince pistas musicales, entre los que se encontraban tres sencillos: «Get Your Gunn», «Lunchbox» y «Dope Hat».
Gail Worley de Amazon.com, aseguró que fue "uno de los trabajos más originales de la década de 1990", un "sello distintivo del género metal industrial". Mientras que Rolling Stone dijo que "la mayoría de las canciones suponían una película de terror de bajo presupuesto".
Los sencillos «Lunchbox» y «Get Your Gunn» ocuparon la quinta y undécima posición en Canadian Singles Chart. El álbum logró la posición 35 en el Top Heatseekers de Billboard.

## Antecedentes y grabación

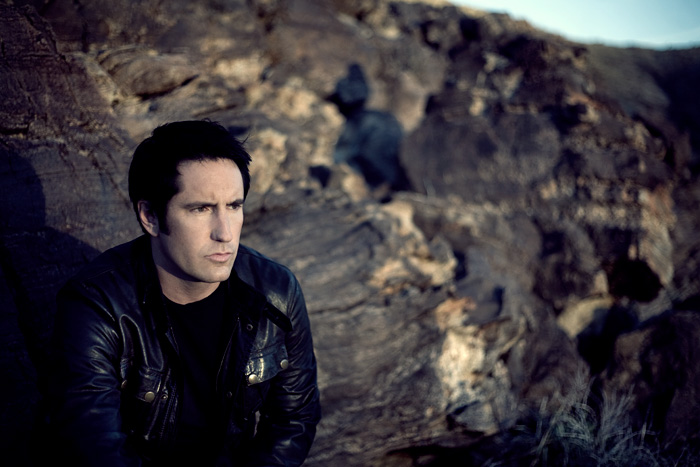
Trent Reznor fue pieza clave en la producción de Portrait of an American Family.

Las sesiones de grabación para el álbum debut, Portrait of an American Family, comenzaron en julio de 1993. Trabajando con el músico y productor Roli Mosimann en Criteria Studios, Florida, Estados Unidos,  la banda grabó una selección de canciones nuevas junto con el material reelaborado de su antigua banda Spooky Kids. A finales de otoño, se había completado la primera versión del álbum, este material fue conocido como "El Álbum de la Familia Manson". En ese momento, el disco «Snake Eyes and Sissies» sería el sencillo promocional. Sin embargo, la banda no quedó satisfecha con el resultado de las grabaciones y finalmente archivó el álbum por un tiempo. A pesar de todo, la banda contó con la ayuda del músico y productor Trent Reznor, líder de la banda Nine Inch Nails. El sonido riguroso y abrasivo que Roli Mosimann le imprimió a otras producciones, nunca fue materializado en "El Álbum de la Familia Manson".
En octubre de 1993, Reznor se comprometió plenamente en el proyecto. Con la ayuda de Reznor y de algunos miembros de Nine Inch Nails, Marilyn Manson revisó y regrabó su antiguo material para concluir finalmente con Portrait of an American Family. Años más tarde, en una entrevista realizada al exguitarrista Daisy Berkowitz se le preguntó sobre las grabaciones originales, éste sin profundizar el tema, le obsequió al entrevistador una cinta de casete con algunas grabaciones no utilizadas.

## Contenido
Portrait of an American Family fue un álbum de metal industrial, aunque Xander Christ de Sputnikmusic dijo que presentó sonidos propios del género grunge (guitarras distorsionadas y batería pesada). Ofreció una temática variada, enfocada en temas sobre la droga, el asesinato, y la psicopatía.
La canción «Prelude (The Family Trip)» estuvo inspirada por el libro Charlie y la fábrica de chocolate. «Cake and Sodomy» fue una canción "profana y sucia", inspirada en una "película pornográfica"; en una de las frases de la letra dice: "White trash get down on your knees, time for cake and sodomy". «Lunchbox» presentó una temática "obscena e irritante", acompañada de gritos y voces escabrosas. «Dope Hat» presentaba un "sonido alucinante", parecido al de un "carnaval", con una letra misteriosa enfocada sobre el consumo de drogas. «Get Your Gunn» fue el primer sencillo del álbum, una pista "simple que ofreció muy poca variedad en los registros vocales". Esta canción presentó un extracto del audio de la conferencia de prensa que dio el político estadounidense Budd Dwyer (1939-1987), momentos antes de suicidarse. «Dogma» fue un tema con sonidos de guitarras "rápidos y vertiginosos", acompañados de fuertes e irritantes gritos de Manson. «My Monkey» incluyó fragmentos de un tema escrito e interpretado por Charles Manson llamado «Mechanical Man». La participación de Manson en esta pista fue casi nula. La última canción titulada «Misery Machine», mostró "fuertes riffs de guitarra", un disco "agresivo y pesado".

## Versiones

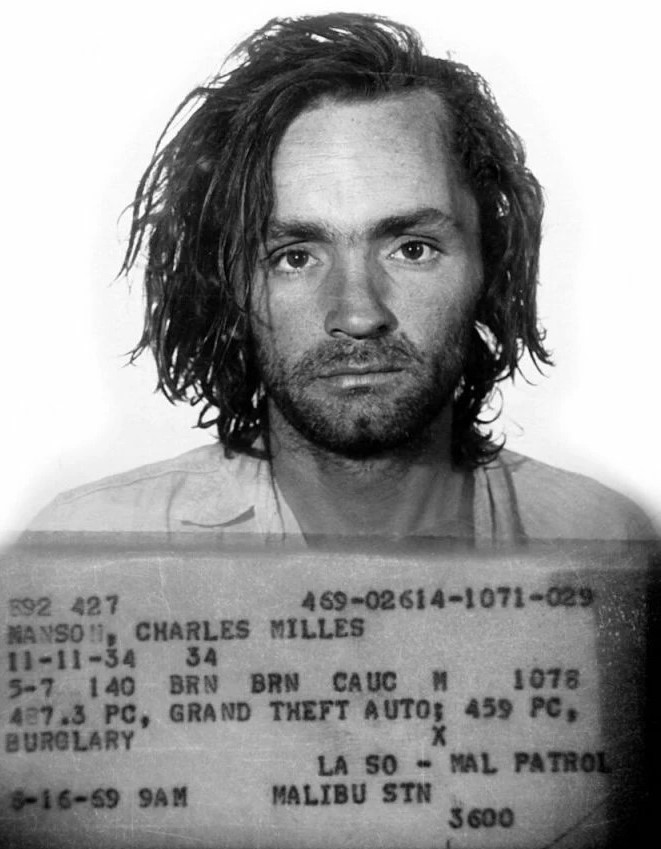
Charles Manson fue una inspiración para Manson.

En la mayoría de las canciones de Portrait of an american family, se mostraron versiones de otras agrupaciones y "fragmentos" de algunas películas. El sencillo «Lunchbox» contiene elementos de la canción "Fire", un disco de la banda The Crazy World of Arthur Brown. La frase "Go on and smile, you cunt!" al principio de la canción "Cake and Sodomy" fue pronunciada por el actor Marlon Brando en la película El último tango en París. Al principio de la canción «Cyclops» se mostraba un sonido lento y distorsionado, en referencia a las palabras del predicador de la cinta Poltergeist II: El otro lado: "God is in His holy temple". El tema «Get Your Gunn», estuvo enfocado sobre el suicidio de Budd Dwyer, un político estadounidense que se suicidó mientras concedía una conferencia de prensa televisada en vivo. La banda estadounidense de metal industrial Nocturne realizó una versión de esta canción.
«Wrapped in Plastic» estuvo influenciado por un episodio de la serie Twin Peaks. Hizo referencia a la imagen del personaje de Laura Palmer "envuelto en plástico", debido a que fue una de las escenas más constantes de la serie. La canción «Dogma» estuvo referenciada en una frase de la película de John Waters, Pink Flamingos, cuando uno de los personajes dice "Burn, you fucker!", antes de prenderle fuego a un remolque. «My Monkey»  presentaba varios clips de audio de una entrevista realizada a Charles Manson. Algunas frases del criminal fueron: "Sanity is a little box", "make you" y "break you". La letra del tema «Prelude (The Family Trip)» se basó en el libro Charlie y la fábrica de chocolate.

## Crítica y recepción
Stephen Thomas Erlewine de Allmusic, afirmó que Marilyn Manson se caracterizó no solo por su música gótica, sino también, por su extravagante forma de interpretar las canciones, un "factor que sería importante". Fue una producción con un sonido "algo anticuado". La revista Rolling Stone dijo que "la mayoría de las canciones suponían una película de terror de bajo presupuesto". Afirmó que el líder de la banda se proclamaba "el dios de la mierda" y que algunas de sus canciones estaban enfocadas en asesinos en serie como Richard Ramirez, y otros personajes de ciencia ficción como el caso de Willy Wonka. Xander Christ de Sputnikmusic, comentó que el sonido fue "poco industrial", se asemejó más al grunge, ya que se caracterizó por las "guitarras distorsionadas y la batería pesada". Aunque fue su álbum debut, Christ lo consideró un "trabajo decente". Gail Worley de Amazon.com, aseguró que fue "uno de los trabajos más originales de la década de 1990", un "sello distintivo del género metal industrial".
Portrait of an American Family vendió más de 500 mil copias sólo en Estados Unidos y 2,5 millones a nivel mundial. Fue certificado disco de oro por la RIAA. Los sencillos «Lunchbox» y «Get Your Gunn» ocuparon la quinta y undécima posición en Canadian Singles Chart. El álbum logró la posición 35 en el Top Heatseekers de Billboard.

## Listado de canciones
| N.º   | Título                                        | Duración |  |
| 1.    | «Prelude (The Family Trip)»                   | 1:20     |  |
| 2.    | «Cake and Sodomy»                             | 3:46     |  |
| 3.    | «Lunchbox»                                    | 4:32     |  |
| 4.    | «Organ Grinder»                               | 4:22     |  |
| 5.    | «Cyclops»                                     | 3:32     |  |
| 6.    | «Dope Hat»                                    | 4:21     |  |
| 7.    | «Get Your Gunn»                               | 3:18     |  |
| 8.    | «Wrapped in Plastic»                          | 5:35     |  |
| 9.    | «Dogma»                                       | 3:22     |  |
| 10.   | «Sweet Tooth»                                 | 5:03     |  |
| 11.   | «Snake Eyes and Sissies»                      | 4:07     |  |
| 12.   | «My Monkey»                                   | 4:31     |  |
| 13.   | «Misery Machine»                              | 13:12    |  |
| 14.   | «Down In The Park (Bonus Track En Argentina)» | 5:01     |  |
| 15.   | «Brown Bag (Bonus Track En Argentina)»        | 6:18     |  |
| 72:25 |                                               |          |  |

## Posicionamiento en las listas
| Año  | Álbum/Sencillos                | Lista                  | Posición |
| ---- | ------------------------------ | ---------------------- | -------- |
| 1994 | Portrait of an American Family | Top Heatseekers        | 35       |
| 1994 | «Get Your Gunn»                | Canadian Singles Chart | 11       |
| 1994 | «Lunchbox»                     | Canadian Singles Chart | 5        |

## Certificaciones discográficas
| Organismo | Fecha              | Designación | Ventas    |
| --------- | ------------------ | ----------- | --------- |
| RIAA      | 29 de mayo de 2003 | Oro         | 500 000 + |

## Créditos
| Marilyn Manson - Marilyn Manson — Voz - Daisy Berkowitz — Guitarra - Madonna Wayne Gacy — Sintetizador - Sara Lee Lucas — Batería - Gidget Gein — Bajo | Producción - Trent Reznor — Producción - Robin Finck — Sintetizador - Roli Mosimann — Ingeniero - Sean Beavan — Programador, asistente - Alan Moulder — Asistente de producción, ingeniero - Charlie Clouser — Programador, bajo - Chris Vrenna — Programador, asistente de ingeniería - Tom Baker — Masterización - Chris Meyer — Ingeniero - Barry Goldberg — Asistente de ingeniería - Brian Pollack — Asistente de ingeniería - Brian Scheuble — Asistente de ingeniería - Mark Gruber — Asistente de ingeniería - Hope Nichols — Saxofón - Robert Pierce — Voz - Robin Perine — Fotografía - Jeffrey Weiss — Fotografía |